# Bijela gora
Pour l’article homonyme, voir Bijela Gora (Ulcinj).

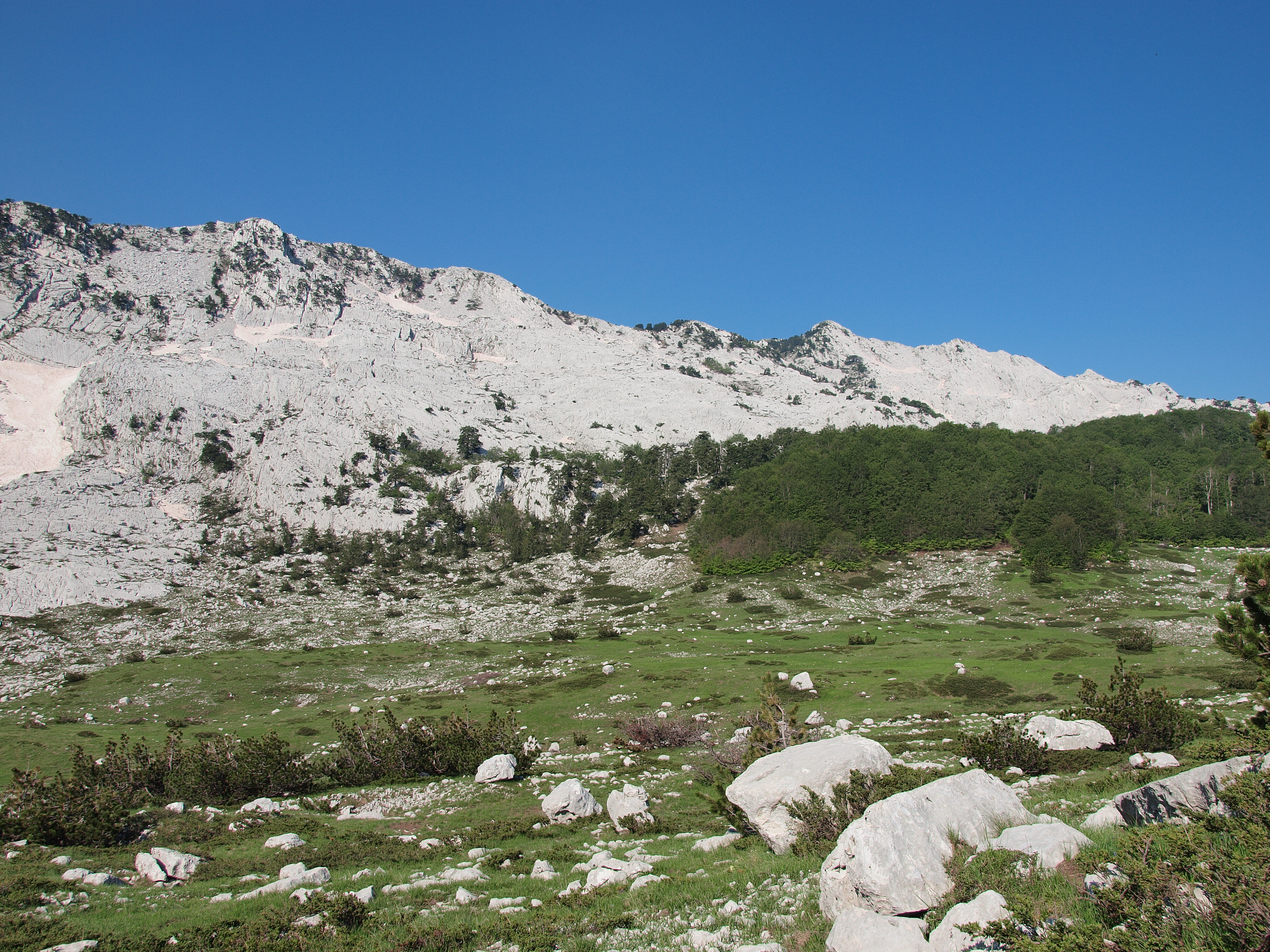
Cirque Borovi do au nord du Bijela gora

La Bijela gora (cyrillique : Бијела гора) ou « Colline blanche » est un plateau karstique situé à une altitude moyenne comprise entre 1200 et 1500 mètres et culminant à 1862 mètres au pic Velika Jastrebica, au nord de l'Orjen, au Monténégro. Il porte les traces d’un glacier datant de la dernière glaciation.
Le sol calcaire est recouvert de forêts composées essentiellement de sapins blancs. La faune est composée de sangliers, de cervidés mais aussi de quelques rares ours bruns et chamois.